# Alcis deceptrix
Alcis deceptrix là một loài bướm đêm trong họ Geometridae.